# Monte Crostis
Il monte Crostis (Crostis in friulano, Crostas nella variante locale di Tualis, Crostes nella variante di Ravascletto) è una montagna delle Alpi Carniche, alta 2.251 m, nella regione alpina della Carnia, in provincia di Udine. Meta di molti escursionisti, in quanto dalla sua cima si gode di un panorama su tutte le Alpi Carniche, fino alle Alpi Giulie a est e alle Dolomiti a ovest, molto interessante è la strada Panoramica delle Vette al termine della salita da Tualis.

## Ciclismo
La salita è una delle più dure della Alpi e della Carnia dopo lo Zoncolan, caratterizzata da una pendenza media di circa il 10% ed una lunghezza di 14 km.
Il 21 maggio 2011 era previsto il transito sul monte durante la quattordicesima tappa del Giro d'Italia ma, in seguito alla decisione dell'UCI arrivata soltanto il giorno prima, gli organizzatori furono costretti a modificare il percorso, vista l'impossibilità per le autovetture delle squadre di percorrere la strada in discesa al seguito dei ciclisti e quindi garantire una gestione sportiva ottimale in sicurezza della corsa.